# Macarisia capuronii
Macarisia capuronii är en tvåhjärtbladig växtart som beskrevs av Arenes. Macarisia capuronii ingår i släktet Macarisia, och familjen Rhizophoraceae. Inga underarter finns listade i Catalogue of Life.